# Народний стадіон (Сосновець)
Народний стадіон в Сосновці (пол. Stadion Ludowy w Sosnowcu) — багатофункціональний стадіон у місті Сосновець (Сілезьке воєводство, Польща), домашня арена ФК «Заглембє».
Стадіон побудований та відкритий у 1956 році. У 2007 році модернізований.